# Probabilistic Soft Logic
Probabilistic Soft Logic (PSL) és un marc d'aprenentatge relacional estadístic (SRL) per modelar dominis probabilístics i relacionals. És aplicable a una varietat de problemes d'aprenentatge automàtic, com ara la classificació col·lectiva, la resolució d'entitats, la predicció d'enllaços i l'alineació d'ontologia. PSL combina dues eines: la lògica de primer ordre, amb la seva capacitat de representar de manera succinta fenòmens complexos, i els models gràfics probabilistes, que capturen la incertesa i la incompletitud inherents al coneixement del món real. Més concretament, PSL utilitza la lògica "suau" com a component lògic i camps aleatoris de Markov com a model estadístic. PSL proporciona tècniques d'inferència sofisticades per trobar la resposta més probable (és a dir, l'estat màxim a posteriori (MAP)). El "suavització" de les fórmules lògiques fa que la inferència sigui una operació de temps polinomial en lloc d'una operació NP-hard.

## Descripció
La comunitat SRL ha introduït múltiples enfocaments que combinen models gràfics i lògica de primer ordre per permetre el desenvolupament de models probabilístics complexos amb estructures relacionals. Un exemple notable d'aquests enfocaments són les xarxes lògiques de Markov (MLN). Igual que els MLN, PSL és un llenguatge de modelització (amb una implementació acompanyada ) per aprendre i predir en dominis relacionals. A diferència dels MLN, PSL utilitza valors de veritat suau per a predicats en un interval entre [0,1]. Això permet que la inferència subjacent es resolgui ràpidament com un problema d'optimització convex. Això és útil en problemes com la classificació col·lectiva, la predicció d'enllaços, el modelatge de xarxes socials i la identificació d'objectes/resolució d'entitats/enllaç de registres.
Probabilistic Soft Logic va ser llançat per primera vegada el 2009 per Lise Getoor i Matthias Broecheler. Aquesta primera versió es va centrar molt en el raonament sobre les similituds entre entitats. Les versions posteriors de PSL encara mantindrien la capacitat de raonar sobre les similituds, però generalitzaran el llenguatge perquè fos més expressiu.

## Sintaxi i semàntica

### Terminologia
- Programa PSL — una col·lecció de regles, cadascuna de les quals és una plantilla per a un potencial en un model gràfic.
- Regla — Una expressió que relaciona els àtoms. Les regles solen prendre la forma d'una implicació lògica de primer ordre o d'una combinació lineal.
- Constant — Una cadena o número que representa un element real de l'univers sobre el qual representa un programa PSL. Les constants poden representar atributs o entitats senceres.
- Variable — Un identificador pel qual es poden substituir constants.
- Terme — Una constant o una variable.
- Predicat — Una relació definida per un nom únic i una sèrie d'arguments que accepta.
- Àtom — Un predicat juntament amb els seus arguments de termes.
- Ground Atom — Un àtom on tots els arguments són constants.[4]